# Union internationale de mécanique théorique et appliquée
L'Union internationale de mécanique théorique et appliquée (en abrégé UIMTA ; en anglais International Union of Theoretical and Applied Mechanics, IUTAM) est une association internationale sans but lucratif créée en 1946 à Paris et enregistrée aux Pays-Bas en 2002. Elle promeut la coopération internationale entre les organismes ou associations dont les recherches portent sur la mécanique théorique et appliquée, notamment les études analytiques, numériques et expérimentales. Elle organise des écoles d'été et des conférences nationales et internationales.
Elle est membre du Conseil international des sciences.

## Histoire
L'IUTAM a été organisé en 1946 lors du sixième Congrès international de mécanique appliquée (ICAM) à Paris. Le premier ICAM s'est tenu en 1924 à Delft, aux Pays-Bas, sous la direction de Jan Burgers, avec 214 participants venus de 21 pays. Le congrès de Delft fut le premier d'une série de congrès internationaux quadriennaux de mécanique appliquée.
Après la Seconde Guerre mondiale ces conférences ont repris sous l'égide de l'IUTAM, à l'initiative de Theodore von Karman,.

## Organisation
Les principaux membres de l'IUTAM sont les organisations adhérentes (actuellement 44) qui versent une cotisation annuelle et désignent des représentants disposant d'un droit de vote à l'assemblée générale des membres, l'instance dirigeante. 21 organisations internationales actives dans des domaines scientifiques étroitement liés à celui de l'IUTAM ont le statut d'organisation affiliée et envoient des observateurs à l'assemblée générale qui se réunit virtuellement toutes les années impaires et physiquement toutes les années paires. Un conseil d'administration composé de huit personnes constitue l'organe exécutif de l'IUTAM.
L'IUTAM organise tous les quatre ans le Congrès International de Mécanique Théorique et Appliquée (ICTAM), connu sous le nom d'« olympiades de la mécanique ». Un organe dédié composé de 33 membres, le comité du congrès est en charge du programme scientifique, notamment de la sélection des conférenciers pléniers et semi-pléniers, ainsi que du choix du lieu du prochain congrès. Un comité exécutif, choisi en son sein, est responsable des aspects organisationnels et se réunit physiquement une fois par an.
L'IUTAM soutient également scientifiquement et financièrement des symposiums et des écoles d'été en mécanique des fluides et des solides. L'objectif de ces événements, dont une douzaine sont organisés chaque année, est de réunir un groupe restreint (typiquement 40 à 80) de scientifiques actifs dans un domaine bien défini de la mécanique afin de favoriser son développement. Des subventions spécifiques peuvent être accordées à des symposiums et des écoles d'été promouvant ou faisant progresser la diversité, entendue comme l'ensemble des différences humaines incluant, sans s'y limiter, l'origine ethnique, le sexe, l'âge, le domaine d'expertise et la représentation géographique.

## Activités

### Congrès

#### International Congress of Applied Mechanics
- 1924 Delft (Pays-Bas),
- 1926 Zurich (Suisse),
- 1930 Stockholm (Suède),
- 1934 Cambridge (Royaume-Uni),
- 1938 Cambridge (États-Unis),
- 1946 Paris (France)

#### International Congress in Theoretical and Applied Mechanics (ICTAM)
- 1948 Londres (Royaume-Uni),
- 1952 Istanbul (Turquie),
- 1956 Bruxelles (Belgique),
- 1960 Stresa (Italie),
- 1964 Munich (Allemagne),
- 1968 Stanford (États-Unis),
- 1972 Moscou (URSS),
- 1976 Delft (Pays-Bas),
- 1980 Toronto (Canada),
- 1984 Lyngby (Danemark),
- 1988 Grenoble (France),
- 1992 Haïfa (Israël),
- 1996 Kyoto (Japon),
- 2000 Chicago (États-Unis),
- 2004 Varsovie (Pologne),
- 2008 Adélaïde (Australie),
- 2012 Pékin (Chine),
- 2016 Montréal (Canada),
- 2020 Milan (Italie). Organisé virtuellement en raison de la pandémie de Covid-19,
- 2024 Daegu (République de Corée)
- 2028 Vienne (Autriche)

### Prix
Depuis 1988, un prix du Bureau de l'IUTAM, rebaptisé Prix des Directeurs de l'IUTAM en 2024, est décerné à deux ou trois jeunes scientifiques pour leurs articles et présentations lors de la conférence ICTAM.
Depuis 2008, l'IUTAM décerne au cours d'une conférence ICTAM respectivement le prix Batchelor et le prix Rodney Hill pour des recherches exceptionnelles en mécanique des fluides et des solides.